# Perfil conceitual
Perfil conceitual é um modelo proposto em 1995 por Eduardo Fleury Mortimer para tentar compreender a convivência, num mesmo indivíduo, de várias representações de um mesmo conceito científico, desde as de senso-comum até as científicas. a partir do Perfil Epistemológico de Bachelard.
Neste modelo, as diferentes interpretações da realidade são compostas em zonas, lado a lado, com características epistemológicas e ontológicas distintas, contendo categorias de análise com poder explanatório sucessivamente crescente, num arranjo gráfico, qualitativo, em que a maior ou menor altura de cada zona nesse gráfico representa a maior ou menor presença dessa maneira de ver no pensamento do indivíduo. O perfil será diferente para cada indivíduo porque, embora as categorias sejam as mesmas para cada conceito, o perfil será fortemente influenciado pelas experiências distintas de cada um.
Em 2014, os autores que têm trabalho com esse modelo publicaram um livro contendo uma atualização da teoria e os principais trabalhos que foram produzidos ao longo desses anos sob suas orientações.
Esse tipo de estudo já foi realizado em relação aos conceitos de
- reações químicas,[4]
- átomo e de estados físicos dos materiais, em Química,[5]
- calor, em Química,[6]
- ligação covalente,[7]
- espontaneidade, em Química,[8]
- transformação, em Química,[9]
- substância,[10]

- energia, em Física e em Química,[11][12]

- energia, em Bioquímica,[13]
- função, em Matemática,[14]
- número racional,[15]
- vida,[16]
- adaptação biológica,[17]
- periodicidade, em Física,[18]
- radiação, em Física[19]
- massa, em Física,[20]
- força, em Física,[21][22]
- luz e visão, em Física,[23]
- energia, em Física,[24][25][26]
- fração, em Matemática,[27][28]
- morte,[29]